# Mecanismo de Kelvin-Helmholtz
O mecanismo de Kelvin–Helmholtz é um processo astronômico que acontece quando a superfície de uma estrela ou de um planeta se resfria. Esse resfriamento faz com que a pressão interna diminua, e a estrela ou o planeta se contraia como consequência. Essa contração, por sua vez, aquece o núcleo da estrela/planeta. Esse mecanismo é observado em Júpiter e Saturno e também em anãs marrons cujas temperaturas centrais não são altas o suficiente para ocorrer fusão de hidrogênio. Estima-se que Júpiter emita mais energia por meio desse mecanismo do que recebe do Sol, mas talvez Saturno não. Calcula-se que Júpiter encolha a uma taxa de aproximadamente 1 mm por ano por esse processo, correspondendo a um fluxo interno de 7,485 W/m2.
O mecanismo foi proposto originalmente por Kelvin e Helmholtz no final do século XIX para explicar a fonte de energia do Sol. Por volta de meados do século XIX, a conservação de energia já era aceita, e uma consequência disso é a de que o Sol precisaria de alguma fonte de energia para continuar brilhando. Como as reações nucleares eram desconhecidas à época, o candidato principal para a fonte de energia solar era a contração gravitacional.
Contudo, logo se reconheceu, por meio de Sir Arthur Eddington e outros, que a quantidade total de energia disponível por esse mecanismo só permitiria ao Sol brilhar por milhões de anos, em vez de bilhões de anos, como sugeriam as evidências geológicas e biológicas para a idade da Terra. (O próprio Kelvin argumentava que a Terra teria milhões, e não bilhões, de anos.) A verdadeira fonte de energia solar permaneceu incerta até a década de 1930, quando Hans Bethe demonstrou que se tratava de fusão nuclear.

## Potência gerada por uma contração de Kelvin–Helmholtz
Teorizou-se que a energia potencial gravitacional resultante da contração do Sol poderia ser sua fonte de energia. Para calcular a quantidade total de energia liberada pelo Sol nesse mecanismo (assumindo densidade uniforme), aproximou-se sua forma a de uma esfera perfeita composta por camadas concêntricas. A energia potencial gravitacional pôde então ser encontrada como a integral de todas as camadas, do centro até o raio externo.
A energia potencial gravitacional na mecânica newtoniana é definida como:
{\displaystyle U=-{\frac {Gm_{1}m_{2}}{r}},}
em que G é a constante gravitacional, e as duas massas, neste caso, correspondem às cascas finas de largura dr e à massa contida dentro do raio r enquanto se integra de 0 até o raio total da esfera. Isso resulta em:
{\displaystyle U=-G\int _{0}^{R}{\frac {m(r)4\pi r^{2}\rho }{r}}\,dr,}
onde R é o raio externo da esfera, e m(r) é a massa contida dentro do raio r. Substituindo m(r) pelo produto de volume e densidade para satisfazer a integral,
{\displaystyle U=-G\int _{0}^{R}{\frac {4\pi r^{3}\rho 4\pi r^{2}\rho }{3r}}\,dr=-{\frac {16}{15}}G\pi ^{2}\rho ^{2}R^{5}.}
Reescrevendo em termos da massa total da esfera, obtém-se a energia potencial gravitacional total:
{\displaystyle U=-{\frac {3GM^{2}}{5R}}.}
De acordo com o Teorema do Virial, a energia total de sistemas ligados gravitacionalmente em equilíbrio é metade da energia potencial média no tempo,
{\displaystyle U_{r}={\frac {|\langle U\rangle |}{2}}={\frac {3GM^{2}}{10R}}.}
Pressupondo densidade uniforme, podemos obter uma estimativa de ordem de grandeza da idade esperada de nossa estrela, inserindo os valores conhecidos para a massa e o raio do Sol e dividindo pela luminosidade do Sol (note que isso supõe outra aproximação, pois a potência emitida pelo Sol nem sempre foi constante):
{\displaystyle {\frac {U_{\text{r}}}{L_{\odot }}}\approx {\frac {1.1\times 10^{41}~{\text{J}}}{3.828\times 10^{26}~{\text{W}}}}=2.874\times 10^{14}~\mathrm {s} \,\approx 8\,900\,000~{\text{anos}},}
onde {\displaystyle L_{\odot }} é a luminosidade do Sol. Embora isso forneça energia por muito mais tempo do que outros métodos físicos, como energia química, o valor é claramente insuficiente frente às evidências geológicas e biológicas de que a Terra tem bilhões de anos. Posteriormente, demonstrou-se que a energia termonuclear é a responsável pela emissão de energia e pela longa vida das estrelas.
O fluxo de calor interno de Júpiter pode ser obtido derivando, em relação ao tempo, a energia total,
{\displaystyle {\frac {dU_{r}}{dt}}={\frac {-3GM^{2}}{10R^{2}}}{\frac {dR}{dt}}=-1.46\times 10^{28}~{\text{[J/m]}}~\times {\frac {dR}{dt}}~{\text{[m/s]}}.}
Com uma contração de {\textstyle -1\mathrm {\frac {~mm}{yr}} =-0.001\mathrm {\frac {~m}{yr}} =-3.17\times 10^{-11}~\mathrm {\frac {m}{s}} }, obtém-se
{\displaystyle {\frac {dU_{r}}{dt}}=4.63\times 10^{17}~{\text{W}},}
e dividindo pela área total de Júpiter, isto é {\displaystyle S=6.14\times 10^{16}~\mathrm {m^{2}} }, tem-se
{\displaystyle {\frac {1}{S}}{\frac {dU_{r}}{dt}}=7.5~\mathrm {\frac {W}{m^{2}}} .}

Geralmente, faz-se esse cálculo no sentido inverso: o valor experimental do fluxo específico de calor interno, 7,485 W/m2, foi obtido por medições diretas realizadas pela sonda Cassini durante sua passagem por Júpiter em 30 de dezembro de 2000, de onde se deduz que o planeta encolhe cerca de 1 mm/ano, uma grandeza minúscula, abaixo dos limites de mensuração prática.